# 张卫华 (足球运动员)
张卫华（1968年9月16日—），是已退役的中国足球运动员，司职中后卫，头球能力较为出色。
张卫华很早就进入上海一线队，但是职业化伊始上海申花成立时他却因为一些原因去了乙级队上海大顺，帮助球队冲上了甲B联赛。此后他为了参加顶级联赛，先后加盟广州松日和青岛海牛，直到2004年才返回上海加盟国际队，连续七年都在顶级联赛效力，在离开本土的上海球员中几乎绝无仅有。2004年退役时，他已36岁。
妻子秦唯为射击运动员，儿子张之臻为网球运动员。